# Bausch + Ströbel
Die Bausch+Ströbel SE + Co. KG ist ein Unternehmen mit Stammsitz in Ilshofen, das Spezialmaschinen vorwiegend für die Pharmaindustrie produziert. Die Maschinen dienen zur Reinigung, Sterilisation, Befüllung und Etikettierung von Pharmaartikeln, wie Arzneimittelflaschen, Ampullen, Spritzen, Karpulen und Injektionsfläschchen.

## Geschichte
Gegründet wurde das Unternehmen 1967 in Ilshofen. Das Unternehmen fing damals mit vier Mitarbeitern an, die Füll- und Verschließmaschinen gebaut haben. Die erste Tochtergesellschaft im Ausland wurde 1975 in Japan gegründet, weitere Gesellschaften weltweit folgten. Seit 2007 ist das Unternehmen nach Änderungen in der Gesellschafterstruktur in Besitz der Familien Bullinger und Ströbel. Im Jahr 2009 wurde die Montage- und Lagerfläche am Standort Ilshofen erweitert, 2010 das Technikgebäude. 2013 erfolgte die Einweihung des bislang größte Bauprojekts: eine neue Montagehalle, sowie Nebenräume für Seminare oder Kundengespräche und weitere Büros. Im Dezember 2012 wurde die Wilco AG im Schweizerischen Wohlen übernommen, wodurch die Produktpalette um Prüfmaschinen für die Pharmaindustrie und weiteren Branchen erweitert werden konnte. Im September 2017 wurde das nächste Großprojekt in Ilshofen vollendet: Die neue Fertigungshalle mit dem Bürotrakt, Kostenpunkt rund 12 Millionen Euro. Anfang 2023 wurde bei Bausch+Ströbel ein weiterer Neubau für die Galvanik, den Sortiergerätebau und die Ausbildung bezogen. In die Erweiterung investierte das Unternehmen rund 16 Millionen Euro. Auch in den USA entstand ein fast 6.500 Quadratmeter großes neues Firmengebäude.

## Unternehmen
Neben Ilshofen wird auch in Büchen bei Hamburg und in Jahnsdorf/Erzgeb. produziert, wo sich auch ein Montagestützpunkt befinden. Außerdem ist das Unternehmen in Frankreich, Japan, den Niederlanden und den USA mit eigenen Vertriebs- und Servicegesellschaften vertreten sowie in der Schweiz mit der Produktion von Prüfmaschinen.

## Veröffentlichungen
Walter Döring: Bausch+Ströbel. In: Weltmarktführer. Innovationen made in Schwäbisch Hall-Hohenlohe. Mit einem Geleitwort von Peter Altmaier und Nicole Hoffmeister-Kraut, Molino Verlag, Schwäbisch Hall und Sindelfingen 2020, S. 229–234. ISBN 978-3-9820231-5-1.